# Football Bourg-en-Bresse Péronnas 01
O Football Bourg-en-Bresse Péronnas 01 é um clube de futebol francês fundado em 1942. Sua sede fica na cidade de Péronnas.

## Títulos
- CFA 2 : 1997
- DH Rhône-Alpes : 1994
- CFA (Grupo C) : 2003